# Aria Nejati

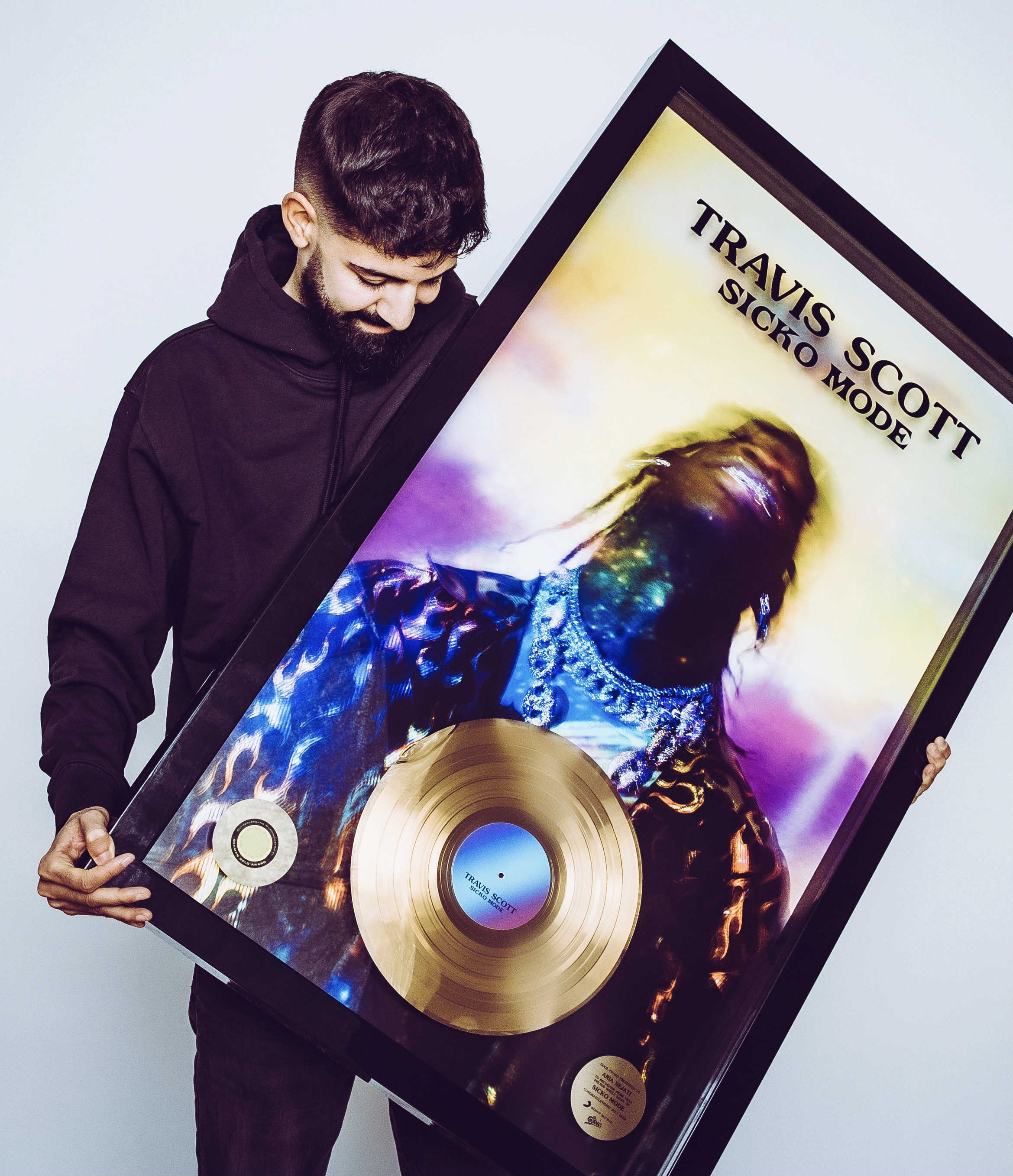
Aria Nejati (2020)

Aria Nejati (* 7. September 1993) ist ein deutscher Musikjournalist und Moderator. Er bekleidet seit 2021 die Position als Head of Hip-Hop bei Apple in Deutschland, Österreich und der Schweiz. Er war Chefredakteur des Hip-Hop-Magazins Hiphop.de und schrieb für Publikationen wie SPIEGEL, GQ, ZEIT und Rolling Stone. 2023 wurde er von der Forbes als 30 Under 30 ausgezeichnet.

## Leben und Wirken
Aria Nejati ist als Kind iranischer Einwanderer im Ruhrgebiet geboren und aufgewachsen. 2013 begann Nejati beim deutschen Musikmagazin Hiphop.de in Düsseldorf zu arbeiten. Zunächst als Praktikant, anschließend als Moderator und Redakteur. 2017 stieg Nejati zum Chefredakteur des Magazins auf und wurde 2019 zum Creative Director von Hiphop.de. Seine wöchentliche Sendung On Point lief von 2016 bis 2018 auf Hiphop.de. Seit 2015 schreibt Nejati regelmäßig für Publikationen wie die GQ, Die Zeit, den SPIEGEL.
Nejati absolvierte 2016 einen Bachelor des Fachbereichs Populäre Musik und Medien an der Universität Paderborn und schrieb seine Bachelor-Arbeit über die Thematisierung rassistischer Polizeibrutalität im amerikanischen Hip-Hop seit den 1980er Jahren.
Seit 2020 arbeitet Nejati für Apple und startete im Juni die erste deutsche Radioshow auf Apple Music. Seit 2021 ist Nejati Head of Hip-Hop für Deutschland, Österreich und die Schweiz bei Apple.
Ende 2023 wurde Nejati von der Forbes in ihre jährliche Liste 30 Under 30, und vom Magazin Online Marketing Rockstars in ihre Liste der 50 Macher, die Hip-Hop in Deutschland hinter den Kulissen prägen und leben aufgenommen. 2024 wurde Nejati eingeladen, seine Stimme für die Wahl zur Aufnahme in die Rock and Roll Hall of Fame abzugeben. Bei der 16. German-American Conference an der Harvard University war Nejati als Speaker eingeladen.

## Auszeichnungen
Forbes
- 2023 ausgezeichnet als Forbes 30 Under 30[6]

Online Marketing Rockstars
- 2023 ausgezeichnet als 50 Macher, die Hip-Hop in Deutschland prägen[9]

International Music Journalism Award
- 2023 nominiert in der Kategorie Best Music Journalist Of The Year[12]

Preis für Popkultur
- 2025 nominiert in der Kategorie Bewegendste Geschichte[13]

Hiphop.de Awards
- 2022 nominiert in der Kategorie Macher des Jahres[14]
- 2023 nominiert in der Kategorie Macher des Jahres[15]
- 2024 nominiert in der Kategorie Macher des Jahres[16]

Deutscher Podcast Preis
- 2021 nominiert in der Kategorie Publikumspreis – Lifestyle
- 2022 nominiert in der Kategorie Publikumspreis – Lifestyle